# Liste der Monuments historiques in Blagnac
Die Liste der Monuments historiques in Blagnac führt die Monuments historiques in der französischen Gemeinde Blagnac auf.

## Liste der Bauwerke
| Bezeichnung                        | Beschreibung | Standort                             | Kennzeichnung | Schutzstatus | Datum | Bild           |
| ---------------------------------- | ------------ | ------------------------------------ | ------------- | ------------ | ----- | -------------- |
| Couvent Sainte-Catherine de Sienne |              | 60, avenue du Général-Compans (Lage) | PA31000046    | Inscrit      | 2001  | weitere Bilder |
| Kirche St-Pierre                   |              | (Lage)                               | PA00094291    | Inscrit      | 1926  | weitere Bilder |
| Oratoire Saint-Exupère             |              | (Lage)                               | PA00094292    | Classé       | 1922  | weitere Bilder |
| Brücke über den Touch              |              | (Lage)                               | PA00094293    | Inscrit      | 1950  | weitere Bilder |

## Liste der Objekte
- Monuments historiques (Objekte) in Blagnac in der Base Palissy des französischen Kultusministeriums}